# Felipe Nunes
Felipe Nunes (São Paulo, 1995) é um quadrinista brasileiro. Lançou sua primeira graphic novel em 2014 (Klaus, Balão Editorial), pela qual ganhou no ano seguinte o Troféu HQ Mix na categoria "Novo talento (desenhista)". Sua segunda graphic novel, Dodô, foi lançada em 2015 de forma independente e relançada em 2017, dessa vez colorida, pela Panini Comics.